# Mirella Arnhold
Mirella Arnhold (São Paulo, 30 mei 1983) is een wintersporter uit Brazilië.
Arnhold nam voor Brazilie tweemaal deel aan de Olympische Winterspelen, bij het alpineskiën op de reuzenslalom.
In 2002 in Salt Lake City werd ze daarbij 48e, en in
2006 in Torino eindigde ze als 43e.